# Lepraria eburnea
Lepraria eburnea är en lavart som beskrevs av J. R. Laundon. Lepraria eburnea ingår i släktet Lepraria och familjen Stereocaulaceae.  Arten är reproducerande i Sverige. Inga underarter finns listade i Catalogue of Life.